# Gorno-Altaisk

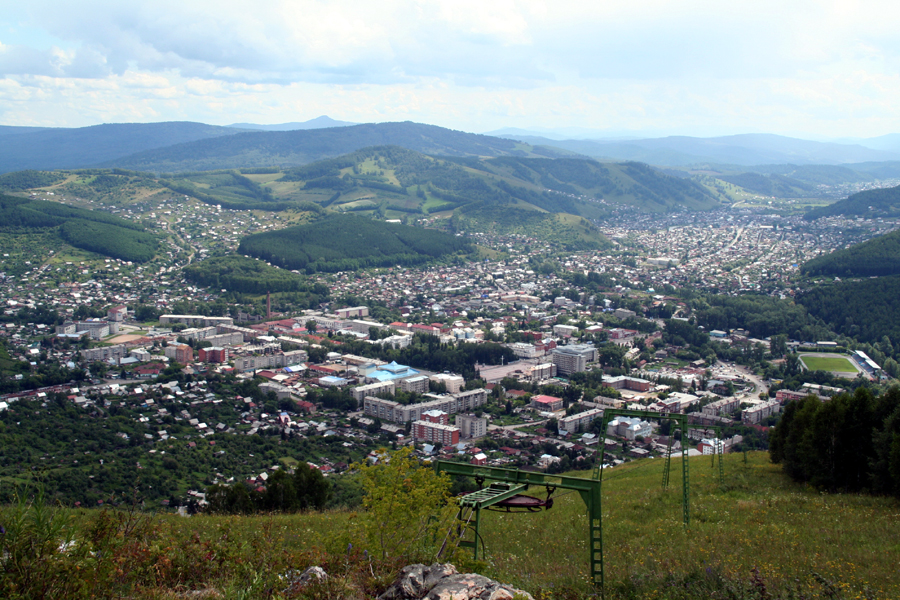
Panorama da cidade de Gorno-Altaisk.

Gorno-Altaisk (em russo:  Го́рно-Алта́йск; em altai: Туулу Алтай, Tuulu Altay) é a capital da República de Altai, na Federação Russa. Está situada a 3.641 km a leste de Moscou. População: 53.538 (Censo russo de 2002).
É a única cidade formalmente constituida na República, e está localizada no estreito vale do rio Mayma no sopé das Montanhas Altaicas. Missionários ortodoxos russos chegaram na região do vale do Mayma em 1830 e se depararam com o pequeno assentamento de Ulala, composto naquele momento, por dezenove nativos e três famílias russas. No ano seguinte, Ulala foi escolhida como sede da primeira missão ortodoxa nas Montanhas Altaicas e colonizadores russos começaram a migrar para o vilarejo.
Quando o Oblast Autônomo de Oyrot foi criado em 1922, Ulala tornou-se sua capital. Em 1928 o vilarejo foi promovido ao status de cidade e em 1932 seu nome foi mudado para Oyrot-Tura. Contudo, em 1948 as autoridades finalmente compreenderam que as tribos indígenas da área não se auto-denominavam de fato oyrots, e o nome da província foi alterado para Oblast Autônomo de Gorno-Altai, que significa Província Autônoma do Altai Montanhoso, e simultaneamente mudaram também o nome da sua capital para Gorno-Altaisk.
Em Gorno-Altaisk há uma pequena atividade industrial, há o Aeroporto Gorno-Altaisk, um teatro, a Universidade Estatal Gorno-Altaisk e um museu regional. Está a 96 km da estação ferroviária mais próxima, em Biysk, cidade do Krai de Altai, mas já há projeto para a expansão da rede ferroviária até a República de Altai, passando por sua capital.

## Esporte
A cidade de Gorno-Altaisk é a sede do Estádio Dínamo e do FC Spartak Gorno-Altaisk, que participa do Campeonato Russo de Futebol.

## Geminações
- Mudanjiang, Heilongjiang, República Popular da China [1]